# Доповідь Тейлора
Доповідь Тейлора (англ. Taylor Report) — документ, за розвитком якого спостерігав лорд Тейлор Госфорт, щодо наслідків і причин трагедії на Гіллсборо в 1989 році. Попередній звіт був опублікований у серпні 1989 року, а остаточний у січні 1990 року. Його метою було встановити причини трагедії і дати рекомендації щодо умов безпеки на спортивних заходах у майбутньому.
Доповідь Тейлора схожа з пропозицією, за якою всі головні стадіони повинні бути обладнані тільки індивідуальними сидячими місцями, на кожне з яких є тільки один квиток. Футбольна ліга Англії і Футбольна ліга Шотландії вводили інструкції, згідно з якими всі клуби вищих дивізіонів повинні підкоритися цій рекомендації.
Деякі клуби почали модернізувати свої стадіони перш, ніж це правило було введено. Наприклад, клуб «Сент-Джонстон» вів будівництво стадіону «Макдірмід Парк», який відкрився якраз до сезону 1989/90 років.
У доповіді говорилося, що фіксована місткість стадіону не небезпечна, але уряд вирішив, що вставання з місць не допустимо взагалі. Група «Встати-Сісти» (англ. Stand Up Sit Down), що проводить кампанію за компроміс по цій проблемі, стверджує, що деяким вболівальникам потрібно дозволити стояти навіть на сидячих трибунах.
Інші рекомендації Доповіді Тейлора включали також пункти, що стосуються продажу алкоголю в межах стадіонів, цін на квитки, огорож, турнікетів і так далі.